# Agromyza diversa
Agromyza diversa este o specie de muște din genul Agromyza, familia Agromyzidae, descrisă de Johnson în anul 1922. Conform Catalogue of Life specia Agromyza diversa nu are subspecii cunoscute.